# Gymnosporia capitata
Gymnosporia capitata là một loài thực vật có hoa trong họ Dây gối. Loài này được (E.Mey. ex Sond.) Loes. mô tả khoa học đầu tiên năm 1892.